# Lankantien Lamboni
Lankantien Lamboni (ur. 31 maja 1990 w Dapaong) – togijski lekkoatleta, olimpijczyk.
Reprezentował Togo na igrzyskach olimpijskich 2012 w Londynie w biegu na 400 m przez płotki. Został zdyskwalifikowany w swoim pierwszym biegu.

## Rekordy życiowe
| Dystans                         | Wynik (s) | Miejsce    | Data            |
| ------------------------------- | --------- | ---------- | --------------- |
| bieg na 400 metrów              | 50,39     | Niamey     | 16 maja 2010    |
| bieg na 400 metrów przez płotki | 53,99     | Porto-Novo | 22 czerwca 2012 |